# Hartwig Schur
Hartwig Schur (* 29. Juli 1947 in Halbendorf, Deutschland) ist ein deutscher ehemaliger Eishockeyspieler und -trainer.
Mit 12 Jahren begann er mit dem Eishockeysport, zuerst beim ASK, wo Herbert Tschätsch sein Trainer war, und nach drei Monaten, ab dem 1. Oktober 1960, bei der SG Dynamo Weißwasser, wo er unter anderen von Günter Lehnigk trainiert wurde.
Hartwig Schur stand seit September 1966 in der Dynamo-Männermannschaft als Verteidiger auf dem Eis. Er wurde sechsmal DDR-Meister und hatte über 100 (Anm1) Einsätze im Nationaltrikot der DDR.
Hartwig Schur ist gelernter Betriebsschlosser und absolvierte nach seiner aktiven Laufbahn in den 1970er-Jahren per Fernstudium eine Ausbildung zum Trainer.
Ab 1978 fungierte er in Weißwasser als Trainer in allen Nachwuchsmannschaften. Mit ihm als Trainer wurden Nachwuchsteams aus Weißwasser nach der politischen Wende siebenmal deutscher Meister, viermal Vize-Meister und viermal Dritter. Unter den Eishockeyspielern, die von ihm lernten, sind auch Florian Proske, Mirko Lüdemann, Jörg Wartenberg, Danny Albrecht, Marcel Linke und Thomas Götz. Der Nachwuchs-Erfolgstrainer wurde am 18. September 2015 vor einem Ligaspiel der Profimannschaft Lausitzer Füchse im Eisstadion Weißwasser öffentlich in den Ruhestand verabschiedet.
Hartwig Schur spielte ab 1966 für die Juniorenauswahl der Nationalmannschaft der DDR (Anm2) und nahm an den Eishockey-Weltmeisterschaften 1971, 1972, 1973, 1974 und 1975 teil.